# Елисейский дворец
Елисе́йский дворе́ц (фр. Palais de l'Élysée) — резиденция президента Французской республики в Париже (VIII округ, Фобур Сент-Оноре, д. 55). В зале Мюрата происходят также заседания Совета министров Франции. В садах дворца вечером 14 июля (Национальный праздник Франции, ранее — День взятия Бастилии) устраиваются празднества по случаю дня Французской республики.
В Елисейском дворце президент принимает глав иностранных государств, с почётным караулом Республиканской гвардии.
Название Елисейского дворца связано с его расположением на Елисейских полях.

## История
Здание строилось для графа Эврё из семейства Латур д’Овернь и его супруги (урождённой Кроза) как фешенебельный столичный особняк (hôtel de l'Élysée) архитектором Арман-Клодом Молле в 1718—1722 в стиле Регентства. После смерти графа в 1753 году приобретён Людовиком XV для госпожи де Помпадур, которая увеличила его площадь. После её смерти в 1764 году перешёл к дальним родственникам короля.
При Наполеоне I впервые использовался для нужд правительства. В 1805 году дворец приобрёл Иоахим Мюрат. После его отъезда в Неаполь там поселился сам император.
В 1816 году куплен Людовиком XVIII.
С 1848 года стал официальной резиденцией президента Второй республики Луи Наполеона Бонапарта, который в 1852 году провозгласил себя императором Наполеоном III и занял обычную монаршую резиденцию в Тюильри. Сам же Елисейский дворец был перестроен по распоряжению императора в 1853—1867 архитектором Жозефом-Эженом Лакруа, и с того времени его внешний вид не менялся.

## Помещения дворца

Схема Елисейского дворца

Елисейский дворец имеет более 350 комнат разного назначения. Самые известные из них: библиотека, прихожая (Vestibule), столовая Паулин (Salle à Manger Paulin), ряд помещений имеют названия салонов: Золотая гостиная (Salon Doré), Зелёный зал (Salon Vert), салон Мурата (Salon Murat), салон Помпадур (Salon Pompadour), Серебряный салон (Salon d’Argent), Голубой салон (Salon Bleu), салон послов (Salon des Ambassadeurs), угловая комната (Salon Angle), салон цветов (Salon de Fougères) и салон портретов (Salon des Portraits).

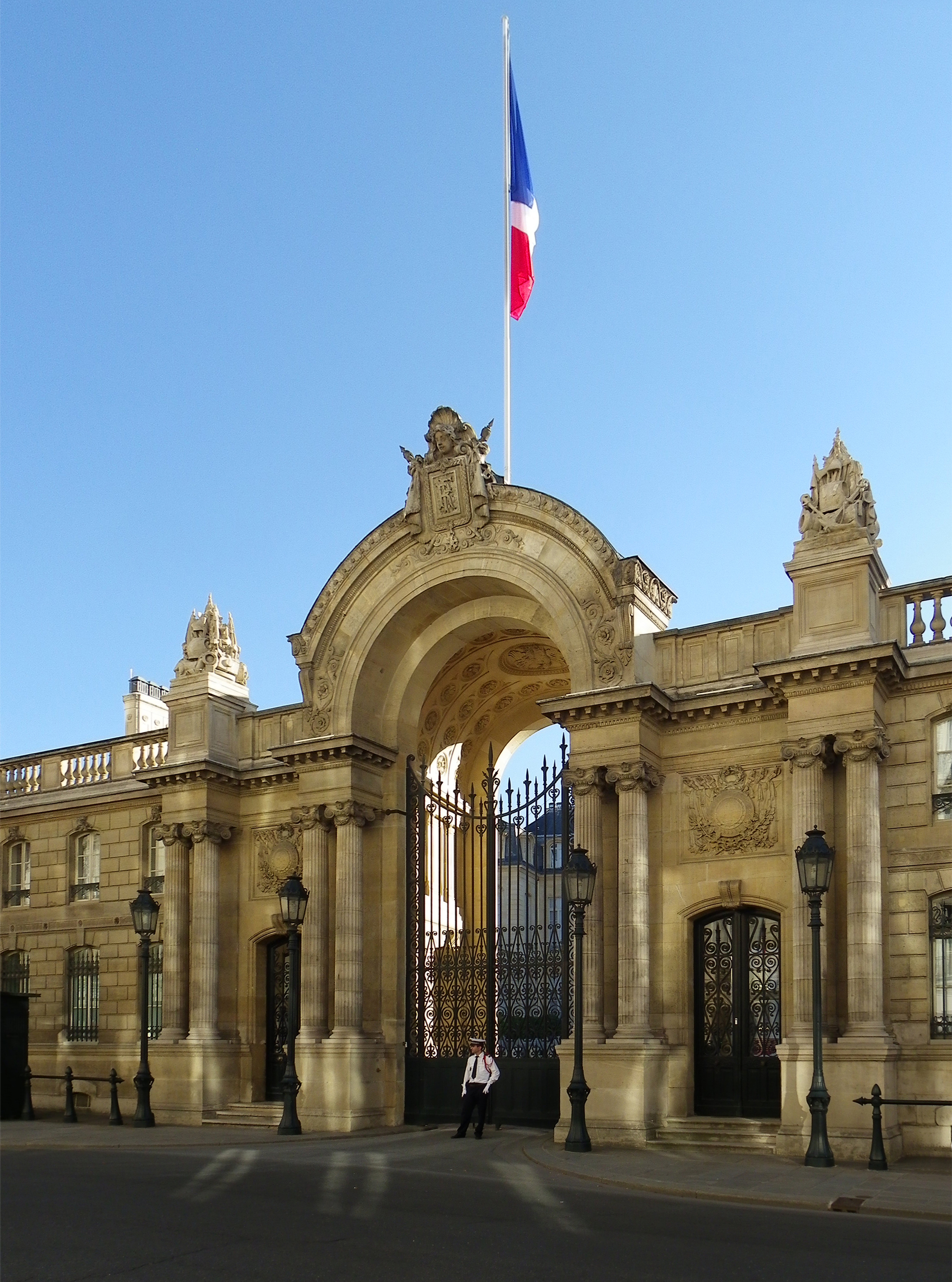
Ворота дворца
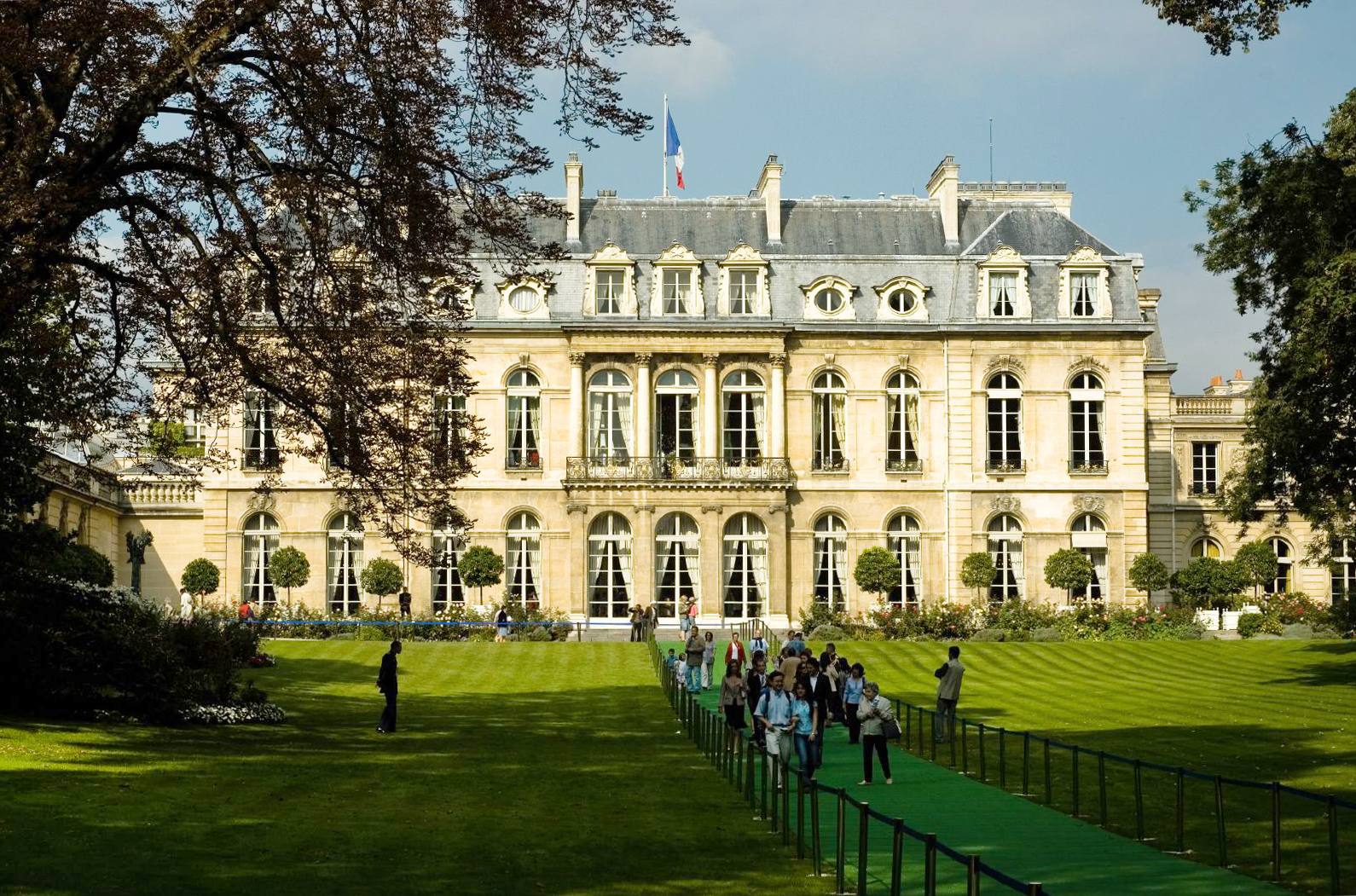
Вид на дворец из парка
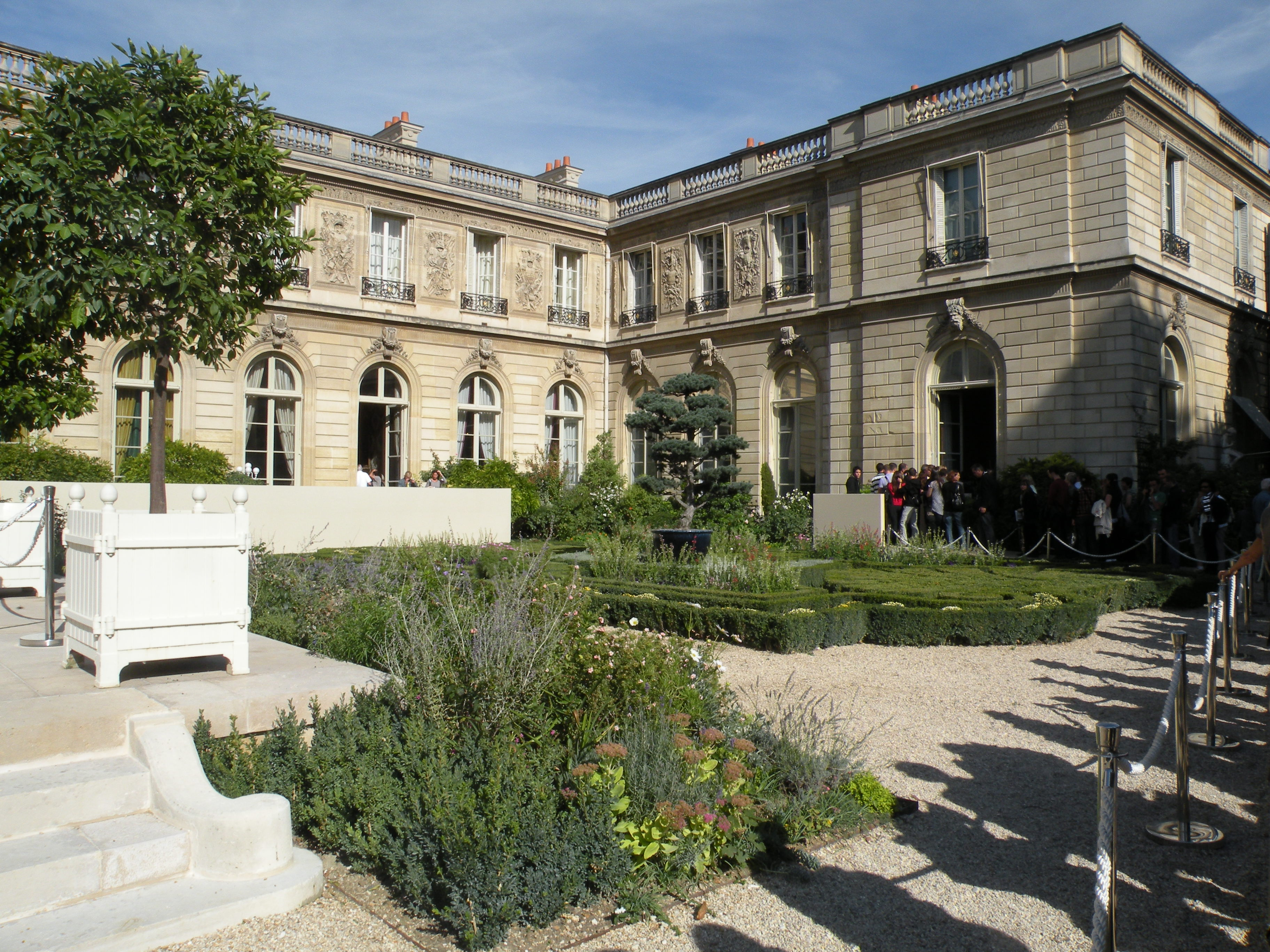
Вид со стороны Серебряного зала
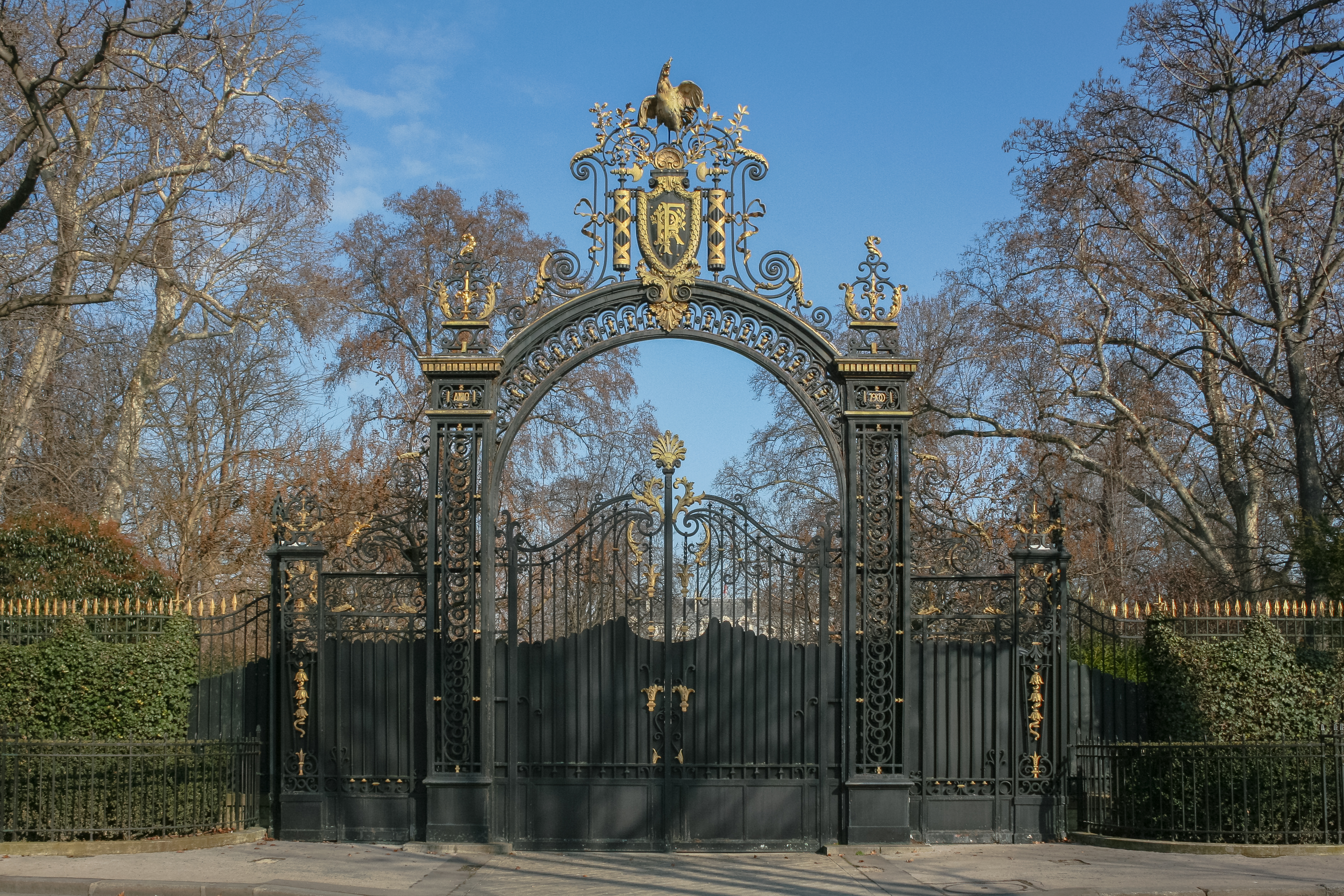
Ворота в сад со стороны Елисейских Полей